# Astronomie prétélescopique

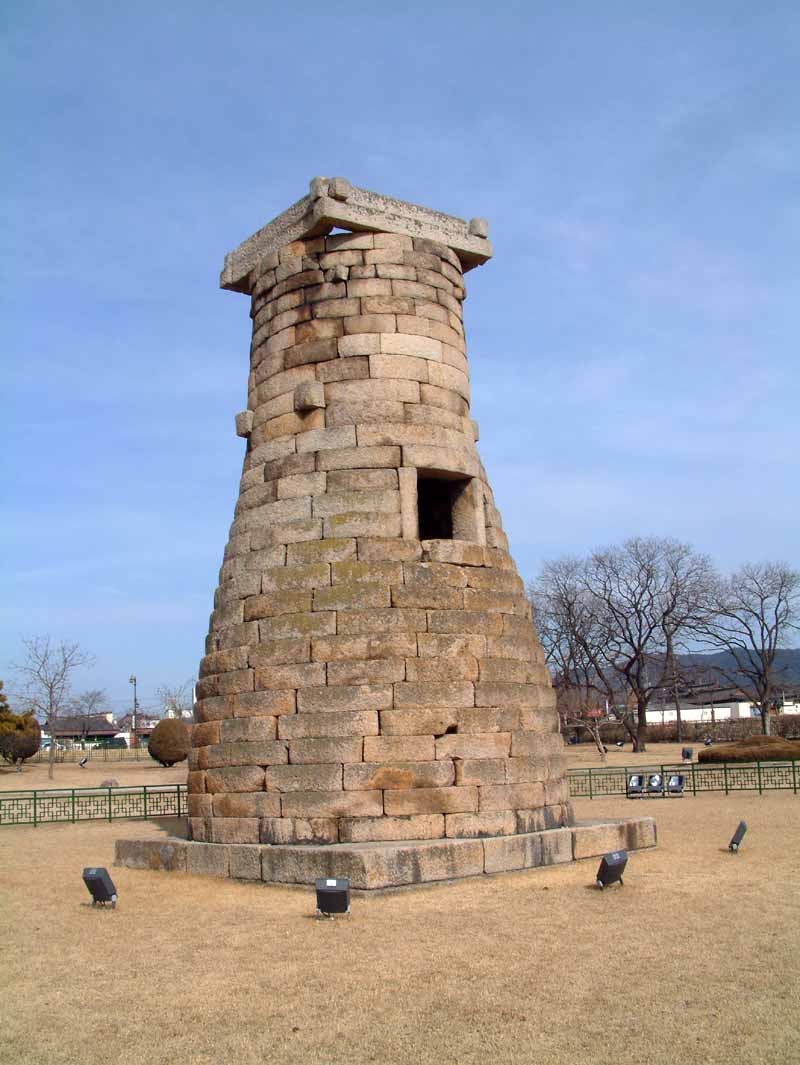
Observatoire astronomique Cheomseongdae (VIIe siècle) en Corée du Sud.

En histoire de l'astronomie, l'astronomie prétélescospique désigne l'ensemble des observations, des instruments, des théories, des concepts astronomiques développés dans différentes civilisations durant la période historique qui a précédé l'apparition et l'usage de la lunette astronomique.

## Histoire

### En Orient
Les Chinois  rédigèrent Gan Shi Xing Jing, premier catalogue d'étoiles connu, au Ve siècle av. J.-C. Cette forme primitive d'astronomie était déjà une facette cruciale des sciences et technologies en Chine.
Bien que les Chinois fussent parmi les premiers astronomes à documenter l'activité stellaire, quelques-uns des plus anciens observatoires astronomiques terrestres ont existé, ou existent toujours aujourd'hui, en Corée, Égypte, Cambodge ou encore Angleterre ou en Allemagne.
Cependant, la Chine possède un nombre non négligeable d'observatoires prétélescopiques tels que l'observatoire antique de Pékin, établi au XIIIe siècle et équipé d'une grande collection d'instruments révolutionnaires, tels qu'une sphère armillaire, un quadrant, un sextant et un théodolite.

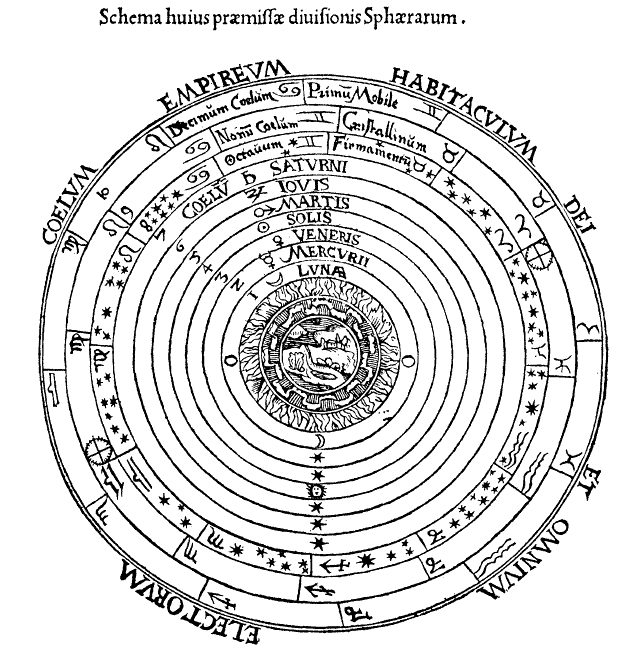
Système de Ptolémée

### En Occident
Les Babyloniens et les Assyriens archivaient et conservaient précieusement les comptes rendus de leurs observations astronomiques remontant jusqu’au IIIe millénaire av. J.-C. Les Sumériens bâtirent leur calendrier sur la structure des constellations. Des milliers de tablettes d’argile rédigées en cunéiforme contiennent des textes astronomiques, que l'on attribue aux bibliothèques d’Uruk et de Ninive. Au fil des siècles, leurs observations se firent de plus en plus précises.
Les astronomes grecs, en particulier Hipparque, se servirent de ces observations pour élaborer leurs systèmes astronomiques, utilisant des données remontant au VIIIe siècle avant notre ère et les joignant à leurs propres observations. Au IIe siècle, Claude Ptolémée rédige un traité d’astronomie connu sous le nom de l’Almageste (Al en arabe, suivi d’un superlatif grec signifie « le très grand »). Dans ce travail, la plus ancienne synthèse astronomique qui nous soit parvenue, il reprend et perfectionne la théorie d'Hipparque. Ce  modèle géocentrique du système solaire fut accepté dans les mondes occidentaux et arabes pendant plus de mille trois cents ans. L’Almageste contient également un catalogue de 1 022 étoiles fixes et une liste de quarante-huit constellations.

## Introduction de la lunette astronomique
Les lunettes astronomiques ont cohabité avec les dernières observations prétélescopiques ; elles furent rapidement utilisées à grande échelle dès que des observateurs, tel Galilée en 1609 avec son perspicillum, la pointèrent vers le ciel.

## Observatoires anciens
Différents sites archéologiques sont considérés par certains comme des sites d'observation astronomique. Parmi les plus anciens figurent :
1. Abou Simbel, en Égypte ;
2. Stonehenge, en Grande-Bretagne ;
3. Angkor Wat, au Cambodge ;
4. Kokino, en Macédoine du Nord ;
5. Goseck, en Allemagne ;
6. Chichen Itza, au Mexique ;
7. Les Medicine Wheels, aux États-Unis ;
8. Chaco Canyon aux États-Unis ;
9. Externsteine en Saxe Allemagne ;
10. Nabta Playa en Haute Égypte.

Ces sites ne peuvent pas à proprement parler être qualifiés d'observatoires dans la mesure où leur fonction était avant tout religieuse, et où l'observation était limitée au repérage rituel d'alignements solaires, parfois lunaires ou planétaires (Vénus) au moment du lever et du coucher de ces astres à certaines époques de l'année. Leur étude relève plus de l'archéoastronomie.